# Coupe d'Écosse de football
La Coupe d'Écosse de football (the Scottish Football Association Challenge Cup, ou plus simplement the Scottish Cup en anglais) est une compétition à élimination directe écossaise, ouverte aux clubs amateurs et professionnels.
Cette compétition est organisée par la Fédération d'Écosse de football (SFA). Chaque année, le vainqueur de la Coupe d'Écosse est qualifié pour la Ligue Europa la saison suivante (ou le finaliste si le vainqueur est déjà qualifié via le championnat).
Le trophée de la coupe d'Écosse, qui date de la création de la compétition, est considéré comme l'un des plus anciens trophées national de football du monde. En 1873-1874, la première édition est remportée par le Queen's Park Football Club, qui remporte également les deux éditions suivantes. Le palmarès est largement dominé par le Old Firm : le Celtic et les Rangers ont remporté respectivement 42 et 34 des 139 éditions (de 1874 à 2024). Le vainqueur se qualifie pour la Ligue Europa.

## Histoire
La coupe d'Écosse de football est la toute première compétition de football organisée en Écosse. La première équipe à se mettre en évidence est le Queen's Park FC qui remporte la première épreuve disputé lors de la saison 1873-1874 sans encaisser le moindre but. Il faudra d’ailleurs attendre 1875, soit huit années après sa création, pour qu’une équipe réussisse à marquer un but à Queen’s Park. Cette domination du football écossais a fait que l’équipe a été invitée dès 1871 à participer à la Coupe d'Angleterre de football et qu’en 1883-1884 elle a été à deux doigts de remporter un doublé historique en remportant la Coupe d'Écosse et en n’étant battu qu’en finale de la Coupe d'Angleterre par les Blackburn Rovers. D’autres clubs écossais ont participé à la Coupe d’Angleterre comme Partick Thistle FC et Third Lanark RV jusqu’en 1887 lorsque la fédération écossaise interdit à ses membres de prendre part à toute compétition hors d’Écosse. En effet, à cette date là, la fédération écossaise s’efforce de structurer le football national en créant le championnat d'Écosse (dont la première saison s’est déroulée en 1890-1891). Queen's Park n'est plus que l’ombre de lui-même et a été supplanté depuis longtemps par d’autres clubs. La disparition du club se lit dans le palmarès de la Coupe d'Écosse : alors que le club avait remporté la coupe à sept reprises dans les onze premières saisons, leur participation à la finale devient de plus en plus rare. Petit à petit la Coupe d'Écosse devient l’apanage des deux grands clubs glaswégians, le Celtic FC et le Rangers FC.
En 1909, la finale de la coupe d'Écosse oppose les deux clubs de l’Old Firm. Le match se termine sur le score nul de 2 buts à 2. La finale est rejouée. Les deux clubs ne peuvent une nouvelle fois se départager en faisant 1 à 1. Dans les tribunes des émeutes se déclarent. La fédération décide pour des raisons de sécurité de ne faire faire rejouer la finale une deuxième fois et déclare qu'il n'y a aucun vainqueur.
Entre 1914 et 1919, la Coupe d'Écosse n’est pas disputée à cause de la Première Guerre mondiale. Il en est de même pendant la Seconde Guerre mondiale entre 1939 et 1945. Toutefois une Scottish War Emergency Cup est organisée en 1940.
Les deux clubs de l’Old Firm, le Celtic et les Rangers sont la force dominante du football écossais. Ils ont remporté à eux deux près de la moitié des coupes d’Écosse organisées à ce jour[Quand ?] ; sur 132 épreuves on dénombre 37 victoires pour le Celtic et 33 pour les Rangers. La domination de ces deux clubs sur la Coupe d’Écosse est moindre que sur le championnat. Alors qu’ils ont remporté la totalité des titres de champions d’Écosse depuis 1985, ils ne connaissent pas le même succès en Coupe.
Les autres clubs de première division se sont forgé dans cette épreuve de véritables palmarès. Outre Queen's Park FC, qui avec 10 victoires mais obtenues uniquement au XIXe siècle suit les deux géants écossais, on voit apparaître avec 7 victoires chacun les clubs d’Aberdeen FC et Heart of Midlothian.
De nombreux clubs de deuxième division sont venus titiller les meilleurs dans cette épreuve.
Les années 2000 sont les années les plus difficiles pour les géants de Glasgow. La finale de 2006, disputée par Heart of Midlothian et Gretna FC, est la première finale sans les deux grands depuis neuf ans et la première finale avec une équipe de troisième division.

## Format de la compétition
Depuis l’origine, le format de la compétition est celui d’une compétition par élimination directe. Traditionnellement les matchs sont tirés au sort, les équipes dont le nom est donné en premier jouent à domicile. Si les équipes n’arrivent pas à se départager au terme du match, un deuxième match est organisé. Il se joue sur le terrain du deuxième. Il faut ainsi jouer trois matchs en 1874 pour départager Clydesdale FC et Third Lanark AC. En 1909, la finale est annulée après deux matchs nuls entre le Celtic FC et Rangers FC.
À partir de 1895, pour permettre d'obtenir un nombre de clubs adapté à un format coupe, une coupe de qualification, la Scottish Qualifying Cup est jouée préalablement entre les clubs des divisions inférieures, leur permettant de se qualifier pour la Coupe d'Écosse.
Récemment les tirs au but après prolongation ont été introduits dans l’épreuve pour ne pas surcharger le calendrier des clubs professionnels.
Les demi-finales se jouent sur terrain neutre, habituellement le stade national d’Hampden Park mais la fédération utilise aussi des plus petits si le soutien populaire des deux clubs jouant la demi-finale ne suffit pas à remplir le stade. Les deux autres grands stades d'Écosse que sont le Celtic Park ou Ibrox Stadium ne sont que très rarement utilisés essentiellement parce qu’ils sont la propriété du Celtic et des Rangers, deux équipes disputant très régulièrement les demi-finales de la compétition. Néanmoins le Celtic Park a été utilisé en 1993 et 1998 et Ibrox Stadium en 1997 parce que Hampden Park était en cours de rénovation. Les demi-finales ne sont plus rejouées. Elles se terminent après prolongation par des tirs au but en cas d’égalité. Les finales de 1990 et 2006 se sont jouées aux tirs au but.

## Palmarès
| Saison              | Vainqueur            | Score   | Finaliste            | Stade             | Affluence | Notes  |
| ------------------- | -------------------- | ------- | -------------------- | ----------------- | --------- | ------ |
| 1873-1874           | Queen's Park         | 2-0     | Clydesdale           | Hampden Park      | 2,500     | ,      |
| 1874-1875 (en)      | Queen's Park         | 3-0     | Renton               | Hampden Park      | 7,000     | ,      |
| 1875-1876 (en)      | Queen's Park         | 1-1     | 3rd Lanark RV        | Hamilton Crescent | 6,000     | ,      |
| 1875-1876 (R) (en)  | Queen's Park         | 2-0     | 3rd Lanark RV        | Hampden Park      | 10,000    | ,      |
| 1876-1877           | Vale of Leven        | 1-1     | Rangers              |                   | 8,000     | ,      |
| 1876-1877 (R)       | Vale of Leven        | 1-1     | Rangers              |                   | 15,000    | ,      |
| 1876-1877 (SR)      | Vale of Leven        | 3-2     | Rangers              |                   | 12,000    | ,      |
| 1877-1878           | Vale of Leven        | 1-0     | 3rd Lanark RV        |                   | 5,000     | ,      |
| 1878-1879           | Vale of Leven        | 1-1     | Rangers              |                   | 9,000     | ,      |
| 1878-1879 (R)       | Vale of Leven        | forfait | Rangers              |                   |           | [ 14 ] |
| 1879-1880           | Queen's Park         | 3-0     | Thornliebank         | Hampden Park      | 4,000     | ,      |
| 1880-1881           | Queen's Park         | 2-1 ‡   | Dumbarton            | Hampden Park      | 15,000    | ,      |
| 1880-1881 (R)       | Queen's Park         | 3-1     | Dumbarton            | Hampden Park      | 10,000    | ,      |
| 1881-1882           | Queen's Park         | 2-2     | Dumbarton            |                   | 12,500    | ,      |
| 1881-1882 (R)       | Queen's Park         | 4-1     | Dumbarton            |                   | 14,000    | ,      |
| 1882-1883           | Dumbarton            | 2-2     | Vale of Leven        |                   | 15,000    | ,      |
| 1882-1883 (R)       | Dumbarton            | 2-1     | Vale of Leven        |                   | 12,000    | ,      |
| 1883-1884           | Queen's Park         | forfait | Vale of Leven        |                   |           | [ 5 ]  |
| 1884-1885           | Renton               | 0-0     | Vale of Leven        | Hampden Park      | 3,000     | ,      |
| 1884-1885 (R)       | Renton               | 3-1     | Vale of Leven        | Hampden Park      | 5,500     | ,      |
| 1885-1886           | Queen's Park         | 3-1     | Renton               |                   | 7,000     | ,      |
| 1886-1887           | Hibernian            | 2-1     | Dumbarton            |                   | 15,000    | ,      |
| 1887-1888           | Renton               | 6-1     | Cambuslang           |                   | 10,000    | ,      |
| 1888-1889           | 3rd Lanark RV        | 3-0 ‡   | Celtic               |                   | 17,000    | ,      |
| 1888-1889 (R)       | 3rd Lanark RV        | 2-1     | Celtic               |                   | 13,000    | ,      |
| 1889-1890           | Queen's Park         | 1-1     | Vale of Leven        |                   | 11,000    | ,      |
| 1889-1890 (R)       | Queen's Park         | 2-1     | Vale of Leven        |                   | 13,000    | ,      |
| 1890-1891           | Heart of Midlothian  | 1-0     | Dumbarton            | Hampden Park      | 10,836    | ,      |
| 1891-1892           | Celtic               | 1-0 ‡   | Queen's Park         | Ibrox Park        | 40,000    | ,      |
| 1891-1892 (R)       | Celtic               | 5-1     | Queen's Park         | Ibrox Park        | 26,000    | ,      |
| 1892-1893           | Queen's Park         | 0-1 ‡   | Celtic               | Ibrox Park        | 18,771    | ,      |
| 1892-1893 (R)       | Queen's Park         | 2-1     | Celtic               | Ibrox Park        | 13,239    | ,      |
| 1893-1894           | Rangers              | 3-1     | Celtic               | Hampden Park      | 17,000    | ,      |
| 1894-1895           | St Bernard's         | 2-1     | Renton               | Ibrox Park        | 10,000    | ,      |
| 1895-1896           | Heart of Midlothian  | 3-1     | Hibernian            | Logie Green       | 17,034    | ,      |
| 1896-1897           | Rangers              | 5-1     | Dumbarton            | Hampden Park      | 14,000    | ,      |
| 1897-1898           | Rangers              | 2-0     | Kilmarnock           | Hampden Park      | 13,000    | ,      |
| 1898-1899           | Celtic               | 2-0     | Rangers              | Hampden Park      | 25,000    | ,      |
| 1899-1900           | Celtic               | 4-3     | Queen's Park         | Ibrox Park        | 15,000    | ,      |
| 1900-1901           | Heart of Midlothian  | 4-3     | Celtic               | Ibrox Park        | 15,000    | ,      |
| 1901-1902 (en)      | Hibernian            | 1-0     | Celtic               | Celtic Park       | 16,000    | ,      |
| 1902-1903           | Rangers              | 1-1     | Heart of Midlothian  | Celtic Park       | 13,000    | ,      |
| 1902-1903 (R)       | Rangers              | 0-0     | Heart of Midlothian  | Celtic Park       | 35,000    | ,      |
| 1902-1903 (SR)      | Rangers              | 2-0     | Heart of Midlothian  | Celtic Park       | 30,000    | ,      |
| 1903-1904           | Celtic               | 3-2     | Rangers              | Hampden Park      | 64,472    | ,      |
| 1904-1905           | Third Lanark         | 0-0     | Rangers              | Hampden Park      | 54,000    | ,      |
| 1904-1905 (R)       | Third Lanark         | 3-1     | Rangers              | Hampden Park      | 55,000    | ,      |
| 1905-1906           | Heart of Midlothian  | 1-0     | Third Lanark         | Ibrox Park        | 30,000    | ,      |
| 1906-1907           | Celtic               | 3-0     | Heart of Midlothian  | Hampden Park      | 50,000    | ,      |
| 1907-1908           | Celtic               | 5-1     | St. Mirren           | Hampden Park      | 58,000    | ,      |
| 1909-1910 (en)      | Dundee               | 2-2     | Clyde                | Ibrox Park        | 60,000    | ,      |
| 1909-1910 (en) (R)  | Dundee               | 0-0 *   | Clyde                | Ibrox Park        | 25,000    | ,      |
| 1909-1910 (en) (SR) | Dundee               | 2-1     | Clyde                | Ibrox Park        | 25,000    | ,      |
| 1910-1911 (en)      | Celtic               | 0-0     | Hamilton Academical  | Ibrox Park        | 45,000    | ,      |
| 1910-1911 (en) (R)  | Celtic               | 2-0     | Hamilton Academical  | Ibrox Park        | 25,000    | ,      |
| 1911-1912 (en)      | Celtic               | 2-0     | Clyde                | Ibrox Park        | 45,000    | ,      |
| 1912-1913 (en)      | Falkirk              | 2-0     | Raith Rovers         | Celtic Park       | 45,000    | ,      |
| 1913-1914 (en)      | Celtic               | 0-0     | Hibernian            | Ibrox Park        | 56,000    | ,      |
| 1913-1914 (en) (R)  | Celtic               | 4-1     | Hibernian            | Ibrox Park        | 40,000    | ,      |
| 1919-1920 (en)      | Kilmarnock           | 3-2     | Albion Rovers        | Celtic Park       | 95,000    | ,      |
| 1920-1921 (en)      | Partick Thistle      | 1-0     | Rangers              | Celtic Park       | 28,294    | ,      |
| 1921-1922 (en)      | Morton               | 1-0     | Rangers              | Hampden Park      | 70,000    | ,      |
| 1922-1923 (en)      | Celtic               | 1-0     | Hibernian            | Hampden Park      | 82,000    | ,      |
| 1923-1924 (en)      | Airdrieonians        | 2-0     | Hibernian            | Ibrox Park        | 65,000    | ,      |
| 1924-1925 (en)      | Celtic               | 2-1     | Dundee               | Hampden Park      | 75,317    | ,      |
| 1925-1926 (en)      | St. Mirren           | 2-0     | Celtic               | Hampden Park      | 98,000    | ,      |
| 1926-1927 (en)      | Celtic               | 3-1     | East Fife            | Hampden Park      | 80,070    | ,      |
| 1927-1928 (en)      | Rangers              | 4-0     | Celtic               | Hampden Park      | 118,115   | ,      |
| 1928-1929 (en)      | Kilmarnock           | 1-0     | Rangers              | Hampden Park      | 114,780   | ,      |
| 1929-1930 (en)      | Rangers              | 0-0     | Partick Thistle      | Hampden Park      | 107,475   | ,      |
| 1929-1930 (en) (R)  | Rangers              | 2-1     | Partick Thistle      | Hampden Park      | 103,688   | ,      |
| 1930-1931 (en)      | Celtic               | 2-2     | Motherwell           | Hampden Park      | 104,863   | ,      |
| 1930-1931 (en) (R)  | Celtic               | 4-2     | Motherwell           | Hampden Park      | 98,509    | ,      |
| 1931-1932 (en)      | Rangers              | 1-1     | Kilmarnock           | Hampden Park      | 112,000   | ,      |
| 1931-1932 (en) (R)  | Rangers              | 3-0     | Kilmarnock           | Hampden Park      | 104,600   | ,      |
| 1932-1933 (en)      | Celtic               | 1-0     | Motherwell           | Hampden Park      | 102,339   | ,      |
| 1933-1934 (en)      | Rangers              | 5-0     | St. Mirren           | Hampden Park      | 113,430   | ,      |
| 1934-1935 (en)      | Rangers              | 2-1     | Hamilton Academical  | Hampden Park      | 87,740    | ,      |
| 1935-1936 (en)      | Rangers              | 1-0     | Third Lanark         | Hampden Park      | 88,859    | ,      |
| 1936-1937 (en)      | Celtic               | 2-1     | Aberdeen             | Hampden Park      | 147,365   | ,      |
| 1937-1938 (en)      | East Fife            | 1-1     | Kilmarnock           | Hampden Park      | 80,091    | ,      |
| 1937-1938 (en) (R)  | East Fife            | 4-2 *   | Kilmarnock           | Hampden Park      | 92,716    | ,      |
| 1938-1939 (en)      | Clyde                | 4-0     | Motherwell           | Hampden Park      | 94,000    | ,      |
| 1946-1947 (en)      | Aberdeen             | 2-1     | Hibernian            | Hampden Park      | 82,140    | ,      |
| 1947-1948 (en)      | Rangers              | 1-1 *   | Morton               | Hampden Park      | 129,176   | ,      |
| 1947-1948 (en) (R)  | Rangers              | 1-0 *   | Morton               | Hampden Park      | 133,750   | ,      |
| 1948-1949 (en)      | Rangers              | 4-1     | Clyde                | Hampden Park      | 108,435   | ,      |
| 1949-1950 (en)      | Rangers              | 3-0     | East Fife            | Hampden Park      | 118,262   | ,      |
| 1950-1951 (en)      | Celtic               | 1-0     | Motherwell           | Hampden Park      | 131,943   | ,      |
| 1951-1952 (en)      | Motherwell           | 4-0     | Dundee               | Hampden Park      | 136,274   | ,      |
| 1952-1953           | Rangers              | 1-1     | Aberdeen             | Hampden Park      | 129,761   | ,      |
| 1952-1953           | Rangers              | 1-0     | Aberdeen             | Hampden Park      | 113,700   | ,      |
| 1953-1954 (en)      | Celtic               | 2-1     | Aberdeen             | Hampden Park      | 130,060   | ,      |
| 1954-1955 (en)      | Clyde                | 1-1     | Celtic               | Hampden Park      | 106,234   | ,      |
| 1954-1955 (en) (R)  | Clyde                | 1-0     | Celtic               | Hampden Park      | 68,831    | ,      |
| 1955-1956 (en)      | Heart of Midlothian  | 3-1     | Celtic               | Hampden Park      | 132,840   | ,      |
| 1956-1957 (en)      | Falkirk              | 1-1     | Kilmarnock           | Hampden Park      | 83,000    | ,      |
| 1956-1957 (en) (R)  | Falkirk              | 2-1 *   | Kilmarnock           | Hampden Park      | 79,785    | ,      |
| 1957-1958 (en)      | Clyde                | 1-0     | Hibernian            | Hampden Park      | 95,123    | ,      |
| 1958-1959 (en)      | St. Mirren           | 3-1     | Aberdeen             | Hampden Park      | 108,591   | ,      |
| 1959-1960 (en)      | Rangers              | 2-0     | Kilmarnock           | Hampden Park      | 108,017   | ,      |
| 1960-1961 (en)      | Dunfermline Athletic | 0-0     | Celtic               | Hampden Park      | 113,618   | ,      |
| 1960-1961 (en) (R)  | Dunfermline Athletic | 2-0     | Celtic               | Hampden Park      | 87,866    | ,      |
| 1961-1962 (en)      | Rangers              | 2 - 0   | St. Mirren           | Hampden Park      | 127,940   | ,      |
| 1962-1963 (en)      | Rangers              | 1-1     | Celtic               | Hampden Park      | 129,643   | ,      |
| 1962-1963 (en) (R)  | Rangers              | 3-0     | Celtic               | Hampden Park      | 120,273   | ,      |
| 1963-1964 (en)      | Rangers              | 3-1     | Dundee               | Hampden Park      | 120,982   | ,      |
| 1964-1965 (en)      | Celtic               | 3-2     | Dunfermline Athletic | Hampden Park      | 108,800   | ,      |
| 1965-1966 (en)      | Rangers              | 0-0     | Celtic               | Hampden Park      | 126,552   | ,      |
| 1965-1966 (en) (R)  | Rangers              | 1-0     | Celtic               | Hampden Park      | 98,202    | ,      |
| 1966-1967 (en)      | Celtic               | 2-0     | Aberdeen             | Hampden Park      | 126,102   | ,      |
| 1967-1968 (en)      | Dunfermline Athletic | 3-1     | Heart of Midlothian  | Hampden Park      | 56,365    | ,      |
| 1968-1969 (en)      | Celtic               | 4-0     | Rangers              | Hampden Park      | 132,000   | ,      |
| 1969-1970 (en)      | Aberdeen             | 3-1     | Celtic               | Hampden Park      | 108,434   | ,      |
| 1970-1971 (en)      | Celtic               | 1-1     | Rangers              | Hampden Park      | 120,092   | ,      |
| 1970-1971 (en) (R)  | Celtic               | 2-1     | Rangers              | Hampden Park      | 103,332   | ,      |
| 1971-1972 (en)      | Celtic               | 6-1     | Hibernian            | Hampden Park      | 106,102   | ,      |
| 1972-1973 (en)      | Rangers              | 3-2     | Celtic               | Hampden Park      | 122,714   | ,      |
| 1973-1974 (en)      | Celtic               | 3-0     | Dundee United        | Hampden Park      | 75,959    | ,      |
| 1974-1975 (en)      | Celtic               | 3-1     | Airdrieonians        | Hampden Park      | 75,457    | ,      |
| 1975-1976 (en)      | Rangers              | 3-1     | Heart of Midlothian  | Hampden Park      | 85,354    | ,      |
| 1976-1977 (en)      | Celtic               | 1-0     | Rangers              | Hampden Park      | 54,252    | ,      |
| 1977-1978 (en)      | Rangers              | 2-1     | Aberdeen             | Hampden Park      | 61,563    | ,      |
| 1978-1979 (en)      | Rangers              | 0-0     | Hibernian            | Hampden Park      | 50,610    | ,      |
| 1978-1979 (en) (R)  | Rangers              | 0-0 *   | Hibernian            | Hampden Park      | 33,504    | ,      |
| 1978-1979 (en) (SR) | Rangers              | 3-2 *   | Hibernian            | Hampden Park      | 30,602    | ,      |
| 1979-1980 (en)      | Celtic               | 1-0*    | Rangers              | Hampden Park      | 70,303    | ,      |
| 1980-1981 (en)      | Rangers              | 0-0 *   | Dundee United        | Hampden Park      | 53,000    | ,      |
| 1980-1981 (en) (R)  | Rangers              | 4-1     | Dundee United        | Hampden Park      | 43,099    | ,      |
| 1981-1982 (en)      | Aberdeen             | 4-1 *   | Rangers              | Hampden Park      | 53,788    | ,      |
| 1982-1983 (en)      | Aberdeen             | 1-0 *   | Rangers              | Hampden Park      | 62,979    | ,      |
| 1983-1984 (en)      | Aberdeen             | 2-1 *   | Celtic               | Hampden Park      | 58,900    | ,      |
| 1984-1985 (en)      | Celtic               | 2-1     | Dundee United        | Hampden Park      | 60,346    | ,      |
| 1985-1986 (en)      | Aberdeen             | 3-0     | Heart of Midlothian  | Hampden Park      | 62,841    | ,      |
| 1986-1987 (en)      | St. Mirren           | 1-0 *   | Dundee United        | Hampden Park      | 51,782    | ,      |
| 1987-1988 (en)      | Celtic               | 2-1     | Dundee United        | Hampden Park      | 74,000    | ,      |
| 1988-1989 (en)      | Celtic               | 1-0     | Rangers              | Hampden Park      | 72,069    | ,      |
| 1989-1990 (en)      | Aberdeen             | 0-0 †   | Celtic               | Hampden Park      | 60,493    | ,      |
| 1990-1991 (en)      | Motherwell           | 4-3 *   | Dundee United        | Hampden Park      | 57,319    | ,      |
| 1991-1992 (en)      | Rangers              | 2-1     | Airdrieonians        | Hampden Park      | 44,045    | ,      |
| 1992-1993 (en)      | Rangers              | 2-1     | Aberdeen             | Celtic Park       | 50,715    | ,      |
| 1993-1994 (en)      | Dundee United        | 1-0     | Rangers              | Hampden Park      | 37,450    | ,      |
| 1994-1995 (en)      | Celtic               | 1-0     | Airdrieonians        | Hampden Park      | 36,915    | ,      |
| 1995-1996 (en)      | Rangers              | 5-1     | Heart of Midlothian  | Hampden Park      | 37,730    | ,      |
| 1996-1997 (en)      | Kilmarnock           | 1-0     | Falkirk              | Ibrox Stadium     | 48,953    | ,      |
| 1997-1998 (en)      | Heart of Midlothian  | 2-1     | Rangers              | Celtic Park       | 48,946    | ,      |
| 1998-1999 (en)      | Rangers              | 1-0     | Celtic               | Hampden Park      | 52,670    | ,      |
| 1999-2000 (en)      | Rangers              | 4-0     | Aberdeen             | Hampden Park      | 50,865    | ,      |
| 2000-2001 (en)      | Celtic               | 3-0     | Hibernian            | Hampden Park      | 51,824    | ,      |
| 2001-2002 (en)      | Rangers              | 3-2     | Celtic               | Hampden Park      | 51,138    | ,      |
| 2002-2003 (en)      | Rangers              | 1-0     | Dundee               | Hampden Park      | 47,136    | ,      |
| 2003-2004 (en)      | Celtic               | 3-1     | Dunfermline Athletic | Hampden Park      | 50,846    | ,      |
| 2004-2005 (en)      | Celtic               | 1-0     | Dundee United        | Hampden Park      | 50,635    | ,      |
| 2005-2006 (en)      | Heart of Midlothian  | 1-1 †   | Gretna               | Hampden Park      | 51,232    | ,      |
| 2006-2007 (en)      | Celtic               | 1-0     | Dunfermline Athletic | Hampden Park      | 49,600    | ,      |
| 2007-2008 (en)      | Rangers              | 3-2     | Queen of the South   | Hampden Park      | 48 821    | ,      |
| 2008-2009 (en)      | Rangers              | 1-0     | Falkirk              | Hampden Park      | 50 956    | ,      |
| 2009-2010           | Dundee United        | 3-0     | Ross County          | Hampden Park      | 47 122    | ,      |
| 2010-2011           | Celtic               | 3-0     | Motherwell           | Hampden Park      | 49 618    |        |
| 2011-2012           | Heart of Midlothian  | 5-1     | Hibernian            | Hampden Park      | 51 041    |        |
| 2012-2013 (en)      | Celtic               | 3-0     | Hibernian            | Hampden Park      | 51 254    |        |
| 2013-2014 (en)      | St Johnstone         | 2-0     | Dundee United        | Celtic Park       | 47 345    |        |
| 2014-2015 (en)      | Inverness CT         | 2-1     | Falkirk              | Hampden Park      | 37 149    |        |
| 2015-2016           | Hibernian            | 3-2     | Rangers              | Hampden Park      | 50 701    |        |
| 2016-2017           | Celtic               | 2-1     | Aberdeen             | Hampden Park      | 48 713    |        |
| 2017-2018           | Celtic               | 2-0     | Motherwell           | Hampden Park      | 49 967    |        |
| 2018-2019           | Celtic               | 2-1     | Heart of Midlothian  | Hampden Park      | 49 434    |        |
| 2019-2020           | Celtic               | 3-3 †   | Heart of Midlothian  | Hampden Park      | 0         |        |
| 2020-2021           | St Johnstone         | 1-0     | Hibernian            | Hampden Park      | 0         |        |
| 2021-2022           | Rangers              | *2-0    | Heart of Midlothian  | Hampden Park      | 49 434    |        |
| 2022-2023           | Celtic               | 3-1     | Inverness CT         | Hampden Park      | 47 247    |        |
| 2023-2024           | Celtic               | 1-0     | Rangers              | Hampden Park      | 48 556    |        |
| 2024-2025           | Aberdeen             | 1-1 †   | Celtic               | Hampden Park      |           |        |

Légende
| (R)      | Match rejoué, le premier match s'est soldé par un nul                |
| (SR)     | Match rejoué pour la seconde fois                                    |
| ‡        | Match nul                                                            |
| *        | Match qui est allé aux prolongations                                 |
| †        | Match terminé par une séance de tirs au but après prolongation       |
| Italique | Équipe n'appartenant pas à la Scottish Premier League.               |
| Gras     | Le vainqueur de la Coupe est aussi vainqueur du Championnat d'Écosse |

## Bilan par club
| Club                         | Victoires | Dernière victoire | Finalistes | Dernière place de finaliste |
| ---------------------------- | --------- | ----------------- | ---------- | --------------------------- |
| Celtic                       | 42        | 2024              | 19         | 2025                        |
| Rangers                      | 34        | 2022              | 19         | 2024                        |
| Queen's Park                 | 10        | 1893              | 2          | 1900                        |
| Heart of Midlothian          | 8         | 2012              | 9          | 2022                        |
| Aberdeen FC                  | 8         | 2025              | 9          | 2017                        |
| Hibernian                    | 3         | 2016              | 12         | 2021                        |
| Kilmarnock FC                | 3         | 1997              | 5          | 1960                        |
| Vale of Leven                | 3         | 1879              | 4          | 1890                        |
| Clyde                        | 3         | 1958              | 3          | 1949                        |
| St Mirren                    | 3         | 1987              | 3          | 1962                        |
| Dundee United                | 2         | 2010              | 8          | 2014                        |
| Motherwell FC                | 2         | 1991              | 6          | 2018                        |
| Third Lanark                 | 2         | 1905              | 3          | 1936                        |
| Dunfermline Athletic         | 2         | 1968              | 3          | 2007                        |
| Renton FC                    | 2         | 1888              | 3          | 1895                        |
| Falkirk FC                   | 2         | 1957              | 3          | 2015                        |
| St Johnstone                 | 2         | 2021              | —          | —                           |
| Dumbarton FC                 | 1         | 1883              | 5          | 1897                        |
| Dundee FC                    | 1         | 1910              | 4          | 2003                        |
| Airdrieonians                | 1         | 1924              | 3          | 1995                        |
| East Fife                    | 1         | 1938              | 2          | 1950                        |
| Morton                       | 1         | 1922              | 1          | 1948                        |
| Partick Thistle              | 1         | 1921              | 1          | 1930                        |
| Inverness Caledonian Thistle | 1         | 2015              | 1          | 2023                        |
| St Bernard's                 | 1         | 1895              | —          | —                           |
| Hamilton Academical          | —         | —                 | 2          | 1935                        |
| Albion Rovers                | —         | —                 | 1          | 1920                        |
| Cambuslang FC                | —         | —                 | 1          | 1888                        |
| Clydesdale                   | —         | —                 | 1          | 1874                        |
| Gretna FC                    | —         | —                 | 1          | 2006                        |
| Queen of the South           | —         | —                 | 1          | 2008                        |
| Raith Rovers                 | —         | —                 | 1          | 1913                        |
| Ross County                  | —         | —                 | 1          | 2010                        |
| Thornliebank                 | —         | —                 | 1          | 1880                        |

## Les entraîneurs les plus titrés
| Rang | Nom               | Victoires | Club(s)                      | Années                                                                             |
| ---- | ----------------- | --------- | ---------------------------- | ---------------------------------------------------------------------------------- |
| 1    | Willie Maley      | 14        | Celtic                       | 1899, 1900, 1904, 1907, 1908, 1911, 1912, 1914, 1923, 1925, 1927, 1931, 1933, 1937 |
| 2    | Bill Struth       | 10        | Rangers                      | 1928, 1930, 1932, 1934, 1935, 1936, 1948, 1949, 1950, 1953                         |
| 3    | Jock Stein        | 9         | Dunfermline Athletic, Celtic | 1961, 1965, 1967, 1969, 1971, 1972, 1974, 1975, 1977                               |
| 4    | Walter Smith      | 5         | Rangers                      | 1992, 1993, 1996, 2008, 2009                                                       |
| =    | Scot Symon        | 5         | Rangers                      | 1960, 1962, 1963, 1964, 1966                                                       |
| 6    | Alex Ferguson     | 4         | Aberdeen                     | 1982, 1983, 1984, 1986                                                             |
| =    | Neil Lennon       | 4         | Celtic                       | 2011, 2013, 2019, 2020                                                             |
| 8    | Billy McNeill     | 3         | Celtic                       | 1980, 1988, 1989                                                                   |
| =    | Martin O'Neill    | 3         | Celtic                       | 2001, 2004, 2005                                                                   |
| =    | Jock Wallace, Jr. | 3         | Rangers                      | 1973, 1976, 1978                                                                   |
| 11   | Dick Advocaat     | 2         | Rangers                      | 1999, 2000                                                                         |
| =    | John Greig        | 2         | Rangers                      | 1979, 1981                                                                         |
| =    | Jimmy McGrory     | 2         | Celtic                       | 1951, 1954                                                                         |
| =    | Alex McLeish      | 2         | Rangers                      | 2002, 2003                                                                         |
| =    | Brendan Rodgers   | 2         | Celtic                       | 2017, 2018                                                                         |
| =    | Alex Smith        | 2         | St Mirren, Aberdeen          | 1987, 1990                                                                         |
| =    | Hugh Spence       | 2         | Kilmarnock                   | 1920, 1929                                                                         |
| =    | Paddy Travers     | 2         | Clyde                        | 1939, 1955                                                                         |